# مار میدگارد (شخصیت کمیک)
مار میدگارد (به انگلیسی: Midgard Serpent) که همچنین با نام‌های یورمونگاند و مار جهانی نیز شناخته می‌شود، یک شخصیت خیالی شرور بزرگ است که در کتب کامیک مارول کامیکس وجود دارد؛ و برای اولین بار، در شمارهٔ ۱۰۵ قصه‌های مارول در فوریه ۱۹۵۲ معرفی شد. این شخصیت برگرفته از مار دریایی یورمونگاند در اساطیر اسکاندیناوی است.